# Festivali i Këngës 2017
Das 56. Festivali i Këngës fand vom 21. bis 23. Dezember 2017 statt. Als Sieger ging Eugent Bushpepa mit seinem selbstgeschriebenen Lied Mall hervor. Er vertrat mit diesem Lied Albanien beim Eurovision Song Contest 2018 in Lissabon (Portugal). Er qualifizierte sich für das Finale und erreichte dort den elften Platz.

## Konzept

### Format
Die Show bestand auch 2017 wieder aus drei Sendungen: zwei Halbfinalen und dem Finale. Zuerst traten jeweils elf Teilnehmer mit ihren Liedern gegeneinander im Halbfinale an. Davon qualifizierten sich jeweils sieben für das Finale. Im Finale traten die 14 Qualifikanten aus den jeweils beiden Halbfinalen gegeneinander an. 
Der Sieger wurde durch eine Jury bestimmt. Sie bestand aus Adrian Hila, Limoz Dizdari, Zana Çela, Ilirian Zhupa und Markelian Kapedani.

### Beitragswahl
So wie schon in den Jahren zuvor, rief RTSH wieder dazu auf Beiträge zum FiK einzureichen. Am 13. November 2017 gab RTSH bekannt, dass man insgesamt 70 Beiträge erhalten hat.

### Moderation
Am 13. November 2017 gab RTSH bekannt, dass Adi Krasta das Festival moderieren wird. Er moderierte es bereits in den Jahren 1997, 1999, 2002, 2003 und 2006.
Begleitet wurde er zudem von Joniha Shedu.

## Teilnehmer
Am 13. November 2017 gab RTSH alle 22 Teilnehmer bekannt. Ausgewählt wurden diese von einer fünfköpfigen Jury bestehend aus Markelian Kapidani, Luan Zhegu, Ben Andoni, Sokol Marsi und Edmond Rapi. Folgende Teilnehmer traten somit auf:
| Interpret                  | Lied Musik (M) und Text (T)                           | Sprache   | Übersetzung (inoffiziell)    |
| -------------------------- | ----------------------------------------------------- | --------- | ---------------------------- |
| Akullthyesit               | Divorci M/T: Bledar Shishmani                         | Albanisch | Trennung                     |
| Artemisa Mithi             | E dua botën M: Flamur Shehu; T: Agim Doçi             | Albanisch | Ich liebe die Welt           |
| Bojken Lako                | Sytë e shpirtit M/T: Bojken Lako                      | Albanisch | Die Augen des Geistes        |
| David & Genc Tukiqi        | Të pandarë M: Genc Tukiçi; T: Agim Xheka              | Albanisch | Untrennbar                   |
| Denisa Gjezo               | Zemër ku je M: Mario Deda; T: Aurel Thëllimi          | Albanisch | Liebes Herz, wo bist du?     |
| Elton Deda                 | Fjalët M: Elton Deda; T: Orges Toçe                   | Albanisch | Wörter                       |
| Ergi Bregu-Latifllari      | Bum Bum M: Klodian Rexhepaj; T:Ergi Bregu-Latifllari  | Albanisch | –                            |
| Eugent Bushpepa            | Mall M/T: Eugent Bushpepa                             | Albanisch | Sehnsucht                    |
| Evans Rama                 | Gjurmët M: Genti Lako; T: Migjena Lako                | Albanisch | Spuren                       |
| Inis Neziri                | Piedestal M: Gridi Kraja; T: Florian Zyka             | Albanisch | Podest                       |
| Lorela                     | Pritem edhe pak M: Florent Boshnjaku; T: Yll Limani   | Albanisch | Warte ein bisschen länger    |
| Lynx                       | Vonë M/T: Lynx                                        | Albanisch | Spät                         |
| Manjola Nallbani           | I njejti qiell M: Elgit Doda; T: Rozana Radi          | Albanisch | Der gleiche Himmel           |
| Mariza Ikonomi             | Unë M: Mariza Ikonomi; T: Florian Zyka                | Albanisch | Ich                          |
| NA & Festina Mezini        | Tjetër jetë M/T: Kreshnik Koshi                       | Albanisch | Anderes Leben                |
| Orgesa Zaimi               | Ngrije zërin M: Briz Musaraj; T: Olti Curri           | Albanisch | Heraus mit der Sprache       |
| Redon Makashi              | Ekzistoj M: Redon Makashi; T: Timo Flloko             | Albanisch | Ich existiere                |
| Rezarta Samja & Luiz Ejlli | Ra një yll M: Edmond Zhulali; T: Agim Doçi            | Albanisch | Ein Stern fiel               |
| Stefi & Endri Prifti       | Mesazh M/T: Endri Prifti                              | Albanisch | Nachricht                    |
| Tahir Gjoci                | Orë e ndaluar M: Enis Mullaj; T: Tahir Gjoçi          | Albanisch | Angehaltene Uhr              |
| Voltan Prodani             | Pse të desha M: Voltan Prodani; T: Zhuliana Jorganxhi | Albanisch | Warum würde ich dich lieben? |
| Xhesika Polo               | Përjetë M: Marko Polo; T: Endrit Mumajesi             | Albanisch | Für immer                    |

## Halbfinale

### Erstes Halbfinale
Das erste Halbfinale fand am 21. Dezember 2017, 20:30 Uhr (MEZ) statt.
| Startnr. | Interpret                  | Lied            |
| -------- | -------------------------- | --------------- |
| 01       | Elton Deda                 | Fjalët          |
| 02       | Mariza Ikonomi             | Unë             |
| 03       | Endri & Stefi              | Mesazh          |
| 04       | Evans Rama                 | Gjurmët         |
| 05       | Genc & David Tukiçi        | Të pandarë      |
| 06       | Voltan Prodani             | E pamundur      |
| 07       | Eugent Bushpepa            | Mall            |
| 08       | Rezarta Smaja & Luiz Ejlli | Ra një yll      |
| 09       | Bojken Lako                | Sytë e shpirtit |
| 10       | Manjola Nallbani           | I njëjti qiell  |
| 11       | Redon Makashi              | Ekziston        |

 Kandidat hat sich für das Finale qualifiziert.

### Zweites Halbfinale
Das zweite Halbfinale fand am 22. Dezember 2017, 20:30 Uhr (MEZ) statt.
| Startnr. | Interpret           | Lied            |
| -------- | ------------------- | --------------- |
| 01       | Orgesa Zaimi        | Ngrije zërin    |
| 02       | Denisa Gjezo        | Zemër ku je     |
| 03       | NA & Festina Mezini | Tjetër jetë     |
| 04       | Lorela Sejdini      | Pritëm edhe pak |
| 05       | Artemisa Mithi      | E dua botën     |
| 06       | Ergi Bregu          | Bum bum         |
| 07       | Akullthyesit        | Divorci         |
| 08       | Xhesika Polo        | Përjetë         |
| 09       | Inis Neziri         | Piedestal       |
| 10       | Tiri Gjoci          | Orë e ndalur    |
| 11       | LYNX                | Vonë            |

 Kandidat hat sich für das Finale qualifiziert.

## Finale

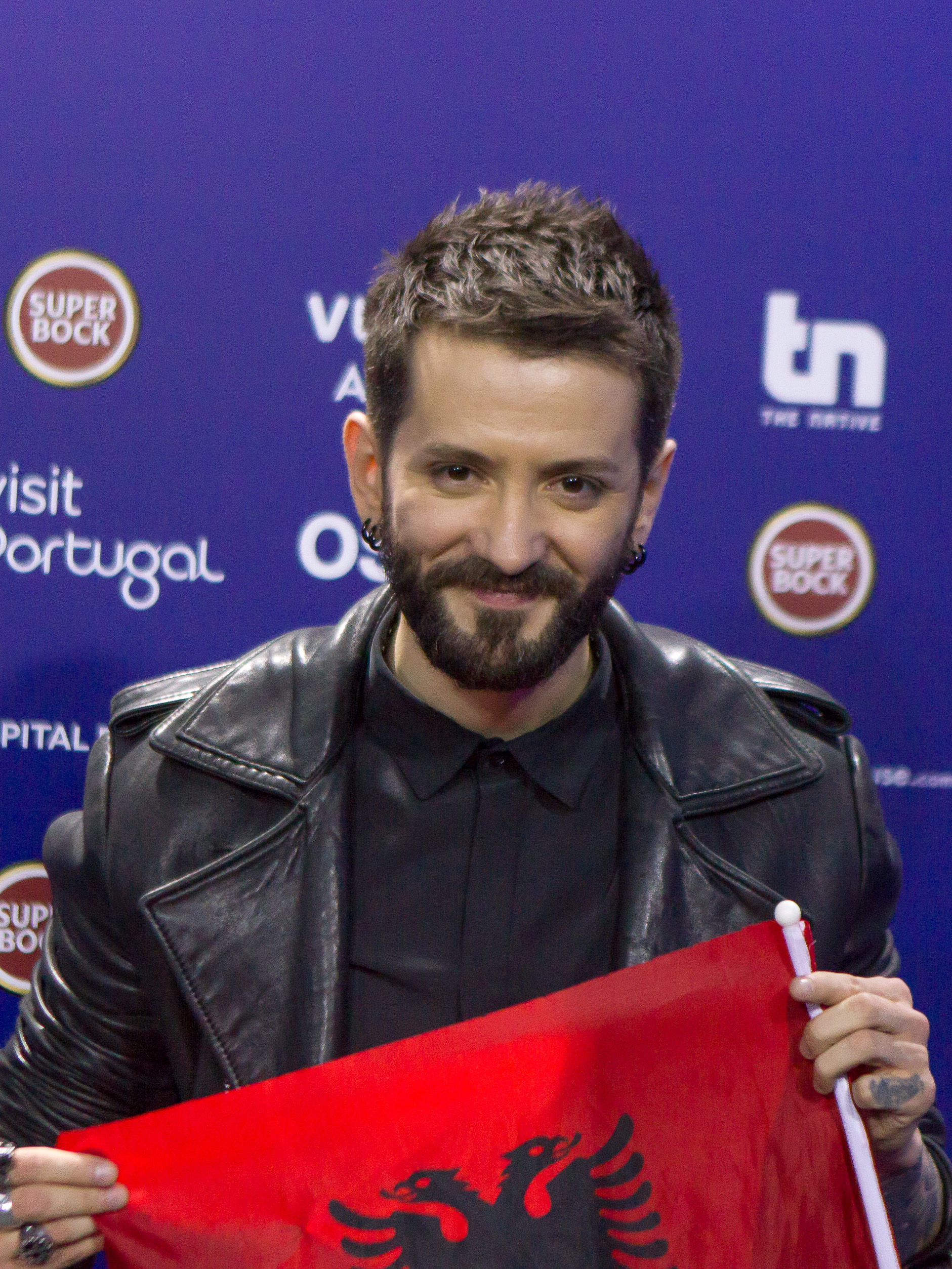
Der Gewinner der albanischen Vorentscheidung: Eugent Bushpepa

Das Finale fand am 23. Dezember 2017, 20:30 Uhr (MEZ) statt. Es wurden nur die ersten drei Plätze bekanntgegeben:
| Platz | Startnr. | Interpret                  | Lied Musik (M) und Text (T)                           | Sprache   | Übersetzung (inoffiziell)    |
| ----- | -------- | -------------------------- | ----------------------------------------------------- | --------- | ---------------------------- |
| 1.    | 13       | Eugent Bushpepa            | Mall M/T: Eugent Bushpepa                             | Albanisch | Sehnsucht                    |
| 2.    | 1        | Redon Makashi              | Ekzistoj M: Redon Makashi; T: Timo Flloko             | Albanisch | Ich existiere                |
| 3.    | 10       | Inis Neziri                | Piedestal M: Gridi Kraja; T: Florian Zyka             | Albanisch | Podest                       |
| –     | 8        | Artemisa Mithi             | E dua botën M: Flamur Shehu; T: Agim Doçi             | Albanisch | Ich liebe die Welt           |
| –     | 11       | Bojken Lako                | Sytë e shpirtit M/T: Bojken Lako                      | Albanisch | Die Augen des Geistes        |
| –     | 4        | Denisa Gjezo               | Zemër ku je M: Mario Deda; T: Aurel Thëllimi          | Albanisch | Liebes Herz, wo bist du?     |
| –     | 14       | Elton Deda                 | Fjalët M: Elton Deda; T: Orges Toçe                   | Albanisch | Wörter                       |
| –     | 9        | Manjola Nallbani           | I njejti qiell M: Elgit Doda; T: Rozana Radi          | Albanisch | Der gleiche Himmel           |
| –     | 12       | Mariza Ikonomi             | Unë M: Mariza Ikonomi; T: Florian Zyka                | Albanisch | Ich                          |
| –     | 2        | NA & Festina Mezini        | Tjetër jetë M/T: Kreshnik Koshi                       | Albanisch | Anderes Leben                |
| –     | 6        | Orgesa Zaimi               | Ngrije zërin M: Briz Musaraj; T: Olti Curri           | Albanisch | Heraus mit der Sprache       |
| –     | 7        | Rezarta Samja & Luiz Ejlli | Ra një yll M: Edmond Zhulali; T: Agim Doçi            | Albanisch | Ein Stern fiel               |
| –     | 5        | Tahir Gjoci                | Orë e ndaluar M: Enis Mullaj; T: Tahir Gjoçi          | Albanisch | Angehaltene Uhr              |
| –     | 3        | Voltan Prodani             | Pse të desha M: Voltan Prodani; T: Zhuliana Jorganxhi | Albanisch | Warum würde ich dich lieben? |